# Un ragazzo veramente speciale
Un ragazzo veramente speciale (Don't Be a Menace to South Central While Drinking Your Juice in the Hood) è un film del 1996 diretto da Paris Barclay.

## Trama
Ashtray, detto Tray, viene inviato nel centro della città dove viene cresciuto per vivere con suo padre. È qui che Tray riceve un'educazione sulla vita da strada dal suo cugino psicotico, Loc Dog, dalla nonna sboccata, dal minorenne Pops e dagli altri membri della gang Preach e Crazy Legs. Durante un picnic, Tray si innamora della famigerata Dashiki, che ha 7 figli e per questo è disprezzata dall'ex detenuto Toothpick, suo ex fidanzato. Mentre Ashtray e Loc Dog si dirigono a comprare degli snack, Toothpick e il suo gruppo affrontano Ashtray e lo tengono sotto tiro, fino a quando Loc Dog li minaccia con un missile montato sul retro del suo furgone, contrassegnato dalle lettere "URSS", che spiega essere un dispositivo nucleare. Toothpick e la sua banda fuggono quindi dalla scena.
Loc Dog e Ashtray vengono molestati in un negozio coreano dai proprietari e quando quest'ultimi fanno un'osservazione sgradita sulla madre di Loc Dog, questo gli spara. I due vengono quindi confrontati da "The Man" (un misterioso uomo bianco che lavora per il governo) che uccide i coreani e lancia loro la sua pistola per incastrarli per poi andarsene.
Nel frattempo, la nonna di Ashtray e Loc Dog si reca in chiesa e un'altra donna anziana la insulta, dando vita a una gara di breakdance che la nonna vince.
Ashtray fa visita a Dashiki e fanno sesso. Dashiki afferma immediatamente di essere rimasta incinta. Sentendo che Ashtray non è abbastanza responsabile per fare il padre, Dashiki lo butta fuori. Qualcuno del gruppo di Toothpick minaccia Ashtray, Loc Dog, Preach e Crazy Legs. Loc Dog lo mette fuori gioco mentre lui e Preach continuano a calpestarlo, appiattendolo letteralmente. Il quartetto decide di ottenere protezione dall'amico Old School. Questa tattica fallisce quando Toothpick esegue un tiro a segno e Crazy Legs viene ferito. Con Crazy Legs ricoverato in ospedale, lui stesso e Loc Dog arrestati e il negozio coreano distrutto, Tray decide di affrontare Dashiki e diventare il padre. Dashiki accetta di provare ancora con Tray che decide di lasciare il cofano come previsto.
Ashtray quindi legge una storia della buonanotte ai suoi bambini, che è troppo giovane per andare a una festa in cui lo fa eiaculare prima di andare a dormire. Alla festa, Loc Dog incontra Keisha, che la porta nel suo camion per bere e fare sesso. Durante il rapporto sessuale, Keisha si trasforma in un mostro demoniaco, spoglia Loc Dog nudo mentre cerca di scappare e lo costringe a fare sesso con lei mentre urla.
Ashtray e Loc Dog parlano della partenza di Ashtray mentre Toothpick e il suo gruppo si preparano per un altro drive-by. Lui e Loc Dog si scontrano mentre Ashtray viene colpito. Mentre Loc e Toothpick continuano a spararsi, la nonna esce dal cassonetto e spara alla macchina di Toothpick facendo finire quest'ultimo su una macchina della polizia. Preach e Dashiki trovano Ashtray ferito e lui riacquista conoscenza baciando Dashiki. Toothpick è trovato da una donna (che si rivela essere sua madre) e lo picchia con la scarpa per averla derubata in passato. Successivamente, Toothpick e la sua banda vengono presumibilmente arrestati.
Alla fine del film, ognuno va per la propria strada: Ashtray e Dashiki si sposano e si godono la vita, Loc Dog diventa un ospite e si presenta con estrema volgarità, Preach e la sua cotta si sistemano e continuano ad avere rapporti sessuali, Crazy Legs diventa un ballerino come aveva sognato e la nonna è, come dice Ashtray, "ancora nonna" (mostrandola fumare marijuana).